# Leucochrysa mexicana
Leucochrysa mexicana är en insektsart som beskrevs av Banks 1900. Leucochrysa mexicana ingår i släktet Leucochrysa och familjen guldögonsländor. Inga underarter finns listade i Catalogue of Life.